# Энгадин (Новый Южный Уэльс)
Энгадин (англ. Engadine) — пригород Сиднея в штате Новый Южный Уэльс, Австралия. Располагается в 33 км к югу от Сиднея. Рядом с пригородом располагается Королевский национальный парк.

## Население
В пригороде проживает 16 867 человек  (2011).

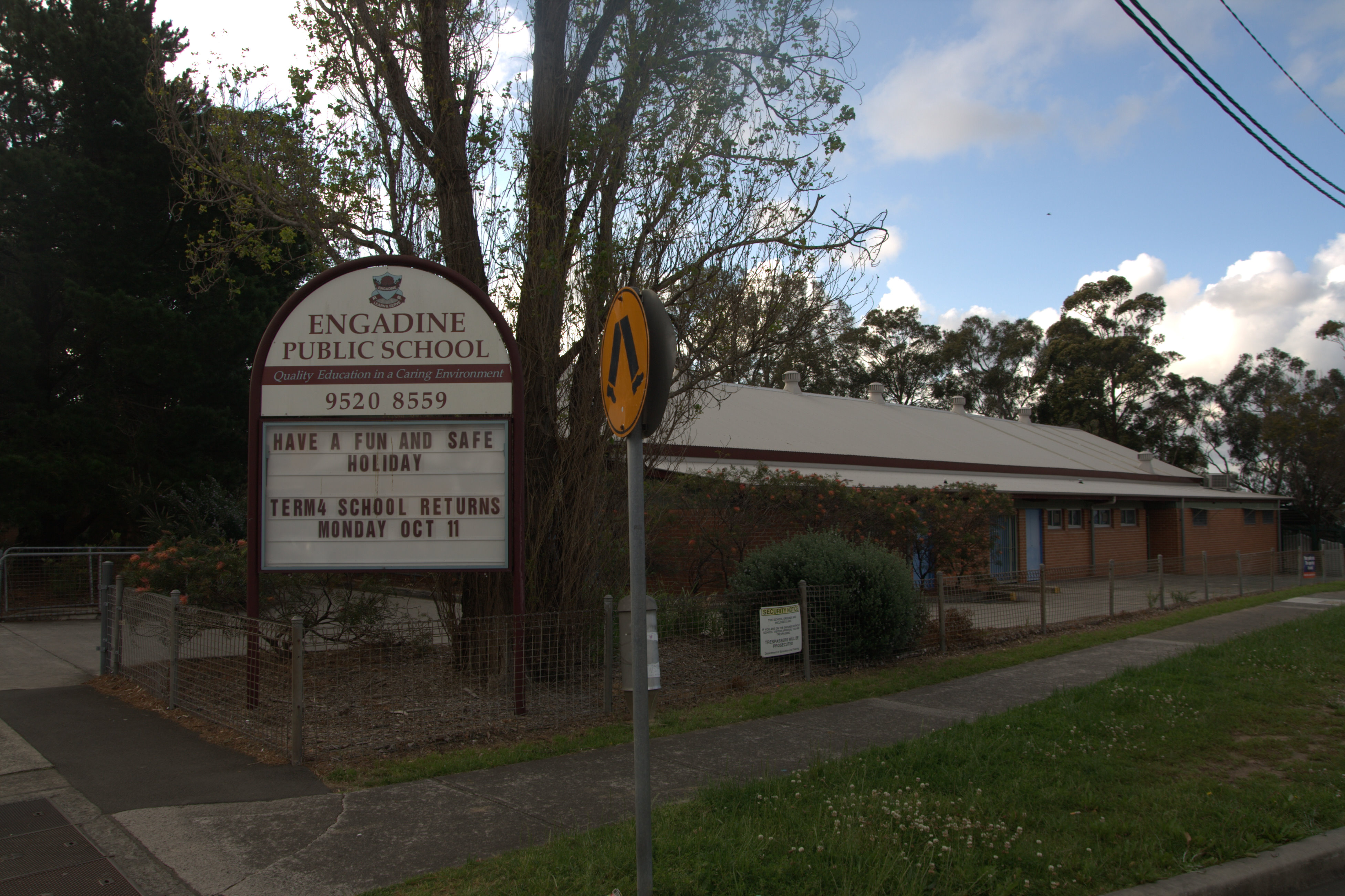
Публичная (начальная) школа